# ان جی سی ۳۶
ان‌جی‌سی ۳۶ (به انگلیسی: NGC 36) یک کهکشان مارپیچی است که در صورت فلکی ماهی قرار دارد.